# Йохан I фон Лупфен-Щюлинген
Йохан I фон Лупфен-Щюлинген (на немски: Johann I, Graf von Lupfen, Landgraf von Stuhlingen; † между 5 септември и 28 септември 1436) е граф на Лупфен и ландграф на Щюлинген.

## Произход
Той е най-малкият син на ландграф Еберхард IV фон Щюлинген († 1380), господар на Лангенщайн, бургграф на Тирол, и съпругата му Урсула фон Хоенберг-Ротенбург († сл. 1380), вдовица на граф Вилхелм III фон Монфор-Брегенц († 1368), дъщеря на граф Хуго фон Хоенберг († 1354) и Урсула фон Пфирт († 1367). Брат е на Брун (Еберхард) фон Лупфен († 1439), женен пр. 15 април 1413 г. за Агнес фон Тюбинген († сл. 1413), дъщеря на пфалцграф Конрад II фон Тюбинген-Херенберг († 1382/1391) и графиня Верена фон Фюрстенберг-Баар († сл. 1391), II. за Маргарета фон Геролдсек († 26 май 1440), дъщеря на Конрад I фон Геролдсек († 1417) и Анна фон Урзлинген († сл. 1424)

## Фамилия
Първи брак: между 26 юли и 6 септември 1398 г. с Херцланда фон Раполтщайн († сл. 1400), вдовица на граф Хайнрих III фон Сарверден († 1397), дъщеря на фрайхер Улрих IV фон Раполтщайн († 1377) и графиня Херцеланда (Ловелина) фон Фюрстенберг († 1362/ 1364). Бракът е бездетен.
Втори брак: през 1408 г. с Елизабет фон Ротенбург († сл. 20 август 1420), дъщеря на Хайнрих V фон Ротенбург († 1411) и Агнес фон Тирщайн († 1425). Те имат девет деца:
- Еберхард V фон Лупфен († пр. 4 юли 1448), женен за Кунигунда фон Неленбург († 30 март 1478); нямат деца
- Хайнрих II фон Лупфен-Щюлинген († 1477)
- Елизабет фон Лупфен († пр. 20 юли 1437), омъжена пр. 14 март 1429 г. за граф Хайнрих V фон Фюрстенберг († 10 август 1441)
- Зигмунд I фон Лупфен-Щюлинген († 1494), женен I. за фон Кирхберг, II. 1460 г. за Катарина фон Матч († сл. 1484); имат четири деца
- Ханс фон Лупфен-Щюлинген († 21 януари 1488), женен за Барбара фон Фулах († 1490)
- Зигуна фон Лупфен (* пр. 1430)
- Анна фон Лупфен († сл. 1470), омъжена пр. 21 май 1430 г. за граф Конрад II фон Тюбинген-Лихтенег († 18 май 1453)
- Маргарета фон Лупфен († 1485), омъжена за Вилхелм фон Гунделфинген
- Магдалена фон Лупфен